# Eleni Foureira

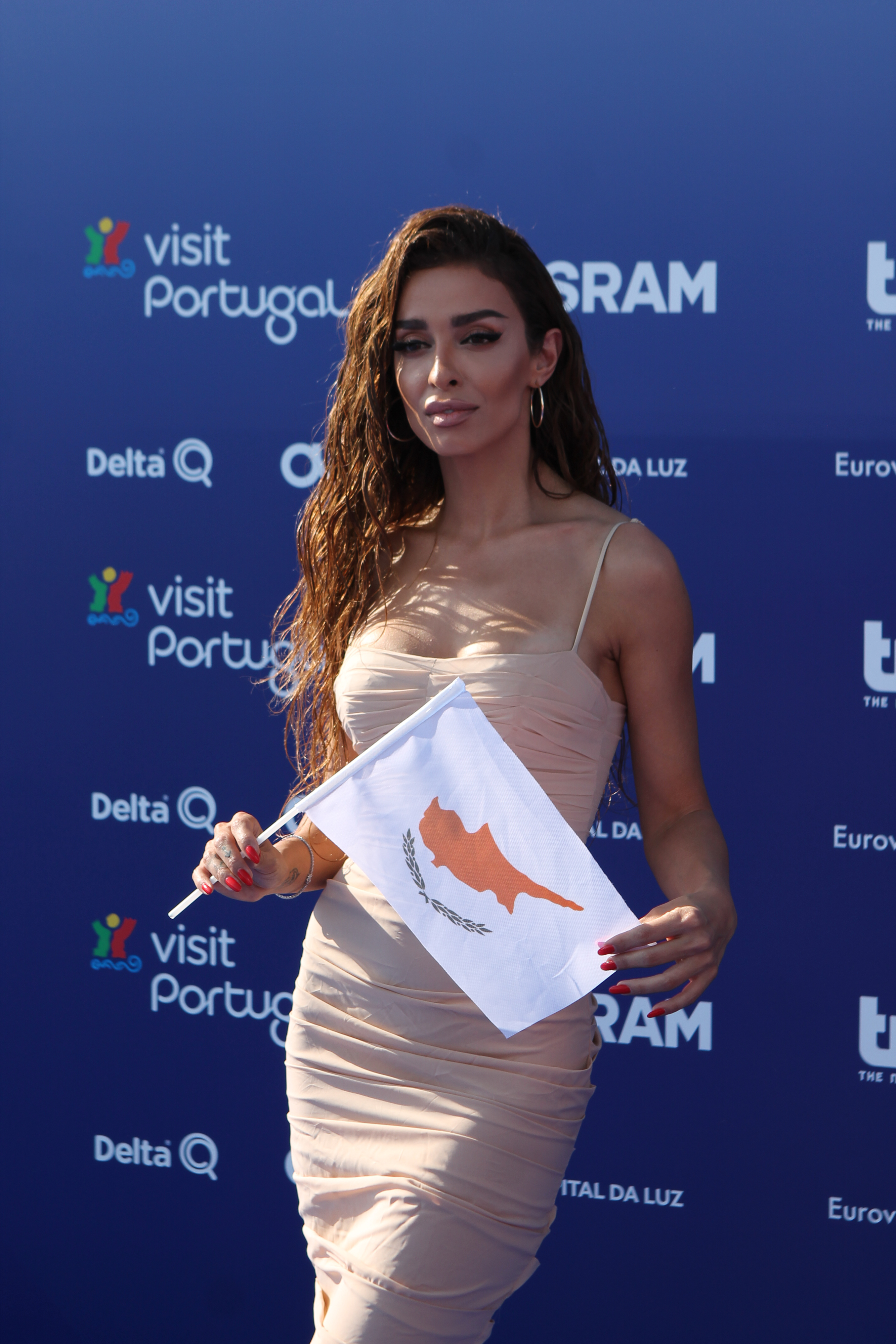
Eleni Foureira el 2018

Eleni Foureira (en grec: Ελένη Φουρέιρα, nascuda Entela Fureraj, en grec Εντέλα Φουρερά) (7 de març de 1987, Fier, Albània) és una cantant i ballarina albanesa nacionalitzada grega. Va començar la seva carrera musical l'any 2007 com a membre del grup de noies grec Mystique i després va iniciar una carrera en solitari després de la dissolució de la formació el 2009. Des de llavors, ha publicat cinc àlbums d'estudi.
Foureira va signar un contracte en solitari amb Universal Music Greece i va llançar el seu àlbum debut homònim el 2010. Més tard va signar amb Minos EMI, i va llançar el seu segon i tercer àlbums d'estudi Ti Poniro Mou Zitas i Anemos Agapis el 2012 i 2014 respectivament. Tots dos àlbums van tenir una bona acollida a Grècia i Xipre. Foureira va deixar Minos EMI el 2015 i va signar amb Panik Records. El seu quart àlbum d'estudi Vasilissa es va publicar el desembre de 2017.
Després de ser rebutjada diverses vegades en els seus esforços per representar Grècia a Eurovisió, va ser escollida com a representant de Xipre per l'edició de 2018 amb la seva cançó Fuego. Va ser una de les tres competidores ètnicament albaneses. El 8 de maig de 2018, es va classificar des de la primera semifinal fins a la gran final, on va quedar segona amb 436 punts, aconseguint així el millor resultat de Xipre a Eurovisió fins ara.
El 2019, Foureira va llançar l'EP Gypsy Woman, seguit el 2020 del llançament dels senzills "Yayo", "Temperatura" i "Light It Up". El 2021, va presentar el programa de talent grec House of Fame - La Academia a Skai TV. Després, va col·laborar amb el raper grec MadClip a la cançó "Mporei", que es va convertir en un dels èxits més grans de l'any a Grècia. La cançó "Aeraki (To Thiliko)" va seguir amb un èxit similar. El 3 de juny de 2022, va llançar el seu cinquè àlbum d'estudi, anomenat "Poli_Ploki".

## Carrera

### 2007 - 2009: Carrera amb Mystique
Foureira va començar la seva carrera musical com a membre del grup de noies Mystique. Va ser descoberta per Andreas Giatrakos, i el grup també estava format per Alkmini Chatzigianni i Maria Makri. Van llançar el seu senzill debut "Se alli selida" el 2007, i més tard van aconseguir l'èxit amb el senzill "Min kaneis pos de thymasai" amb el grup grec de hip-hop NEVMA l'any següent. Es van separar el 2009.

### 2010–2018: Carrera en solitari
Després de la separació de Mystique, Foureira va signar un contracte en solitari amb Universal Music Greece, el mateix segell que Mystique. Va aparèixer al programa benèfic Just the Two of Us, presentat per Mega Channel on va empatar al primer lloc juntament amb la cantant Panagiotis Petrakis. Foureira va llançar el seu àlbum d'estudi debut homònim el desembre de 2010. Després d'aquest llançament va signar amb Minos EMI. El seu segon àlbum Ti Poniro Mou Zitas va ser llançat el 2012, mentre que el seu tercer Anemos agapis va ser llançat el 2014. Del 2015 al 2016, va treballar com a actriu del musical Barbarella on va donar vida al personatge de Sofia al costat d'altres estrelles del pop grec com Ivi Adamou i Katy Garbi. Després del llançament d'Anemos agapis, va deixar Minos EMI i va signar amb Panik Records. Va ser jutge de la tercera temporada de la versió grega de So You Think You Can Dance. El seu quart àlbum d'estudi Vasilissa es va publicar el 2017.

### Participació a Eurovisió 2018
Foureira ha fet diversos intents de representar Grècia al Festival d'Eurovisió. El 2010, va participar en la final nacional grega del Festival d'Eurovisió 2010 amb Manos Pyrovolakis, interpretant la cançó "Kivotos tou Noe". Van quedar segons darrere de Giorgos Alkaios. El febrer de 2018, es va confirmar que Foureira representaria Xipre al Festival de la Cançó d'Eurovisió 2018 amb la cançó "Fuego". La cançó va ser composta pel compositor greco-suec Alex Papaconstantinou.
A la final celebrada el 12 de maig de 2018, va acabar com a subcampiona de la guanyadora Netta d'Israel, després d'haver rebut el cinquè més vots dels jurats internacionals i el segon més votat del procés de televot públic; això va marcar la millor posició de Xipre a Eurovisió de la història.